# Idaea elachista
Idaea elachista là một loài bướm đêm trong họ Geometridae.